# عنکبوت قیف تنک اروپایی
عنکبوت قیف تنک اروپایی (نام علمی: Agelena labyrinthica) نام یک گونه از سرده عنکبوت‌های چمنزار اوراسیا است. این گونه در اروپا یافت می شود.

## منابع

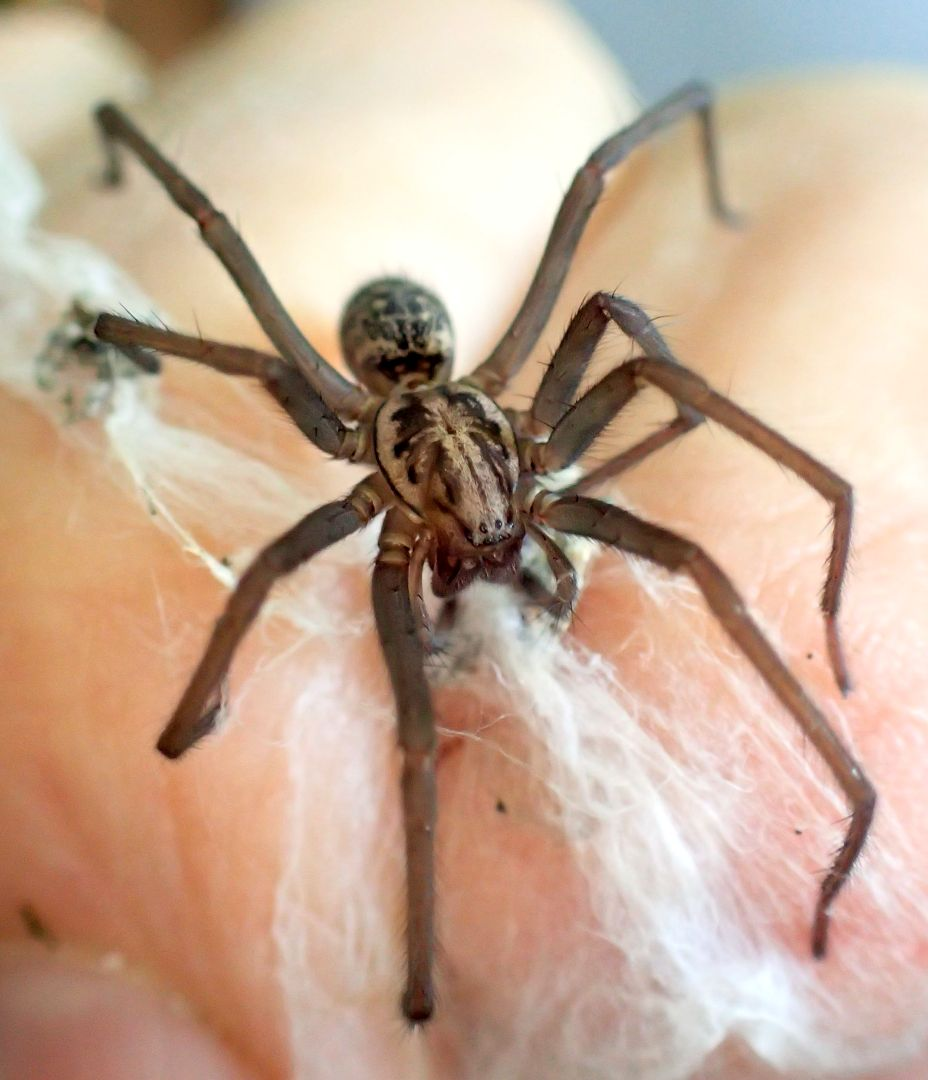
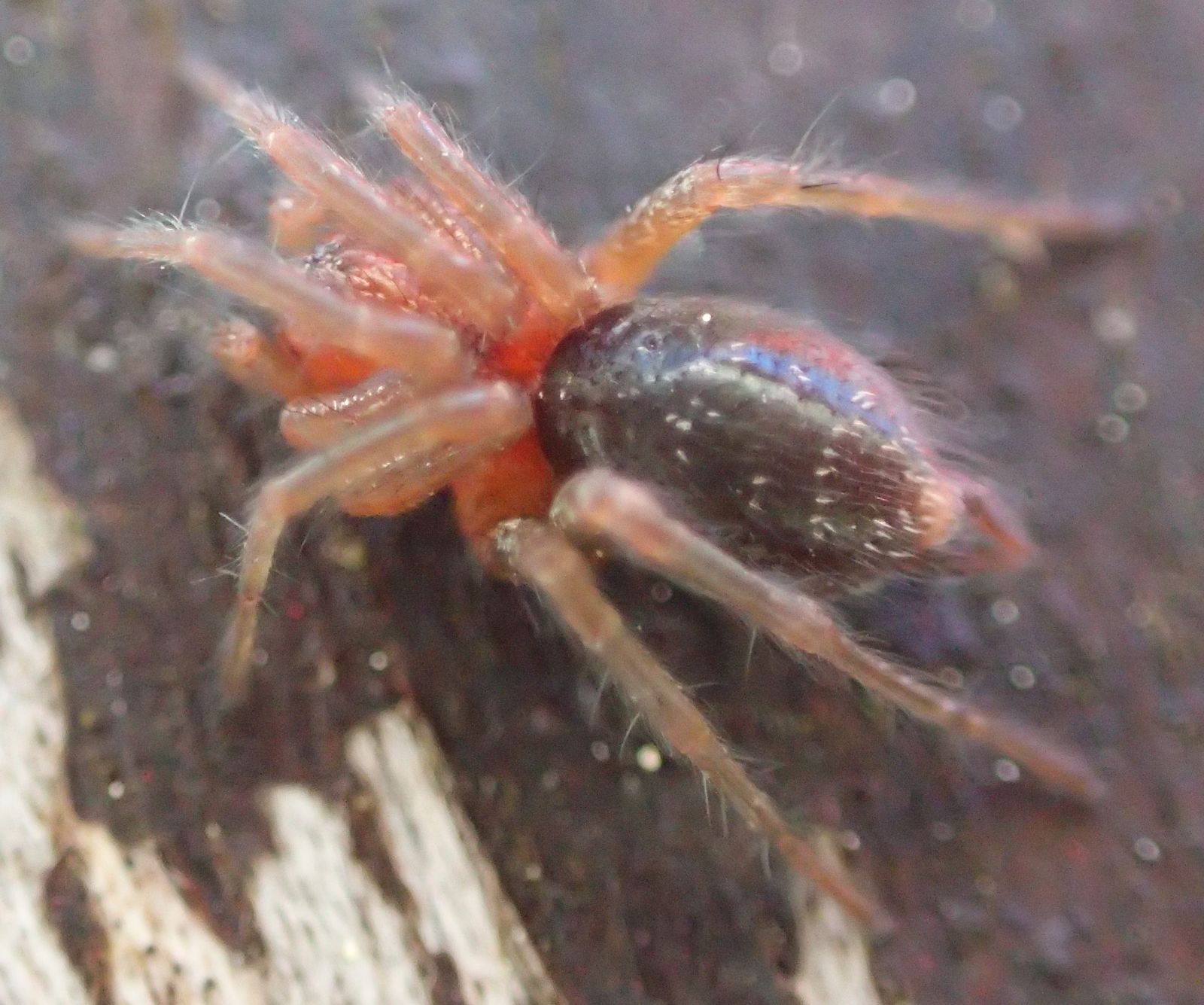
بسیار جوان